# Хеннеберг, Натали
Натали Хеннеберг (фр. Nathalie Henneberg; 3 октября 1910, Батуми, Российская империя — 24 июня 1977, Париж) — французская писательница-фантаст.

## Биография
Встретила своего будущего мужа Шарля Эннеберга (Хеннеберга), когда он служил во Французском Иностранном легионе в Хомсе (Сирия). После свадьбы они четыре года жили в пустыне.
Во время Второй мировой войны муж участвовал в Движении Сопротивления, возглавляемым де Голлем.

## Творчество
В 1950-е годы они вдвоем стали писать на французском языке в жанре научной фантастики. В 1954 году появился их первый совместный роман — космическая опера «La naissance des dieux» («Рождение богов»), созданный на основе греческой и скандинавской мифологии в контексте научной фантастики. Роман был отмечен Премией Жозефа Рони-старшого. В их книгах, полных жестоких, романтических страстей, часто присутствуют супергерои, солдаты или наёмники .
До смерти Шарля Эннеберга их романы и рассказы выходили под его именем (то есть Charles Henneberg). После смерти мужа Натали продолжала писать, постепенно двигаясь от классической научной фантастики в сторону оригинальной французской «героической фэнтези».
Наиболее значительные их произведения «La Naissance des dieux» (1954), «Le Chant des Astronautes» («Песнь астронавтов», 1958) посвящена битве с энергетическими существами из Алголя, «An premier, ere spatiale» (1959), «La Rosée du Soleil» («Солнечная роса», 1959) о приключениях четырёх членов экипажа космического корабля, застрявшего в чужом мире, и «La Piale» («Язва», 1964) о далёком будущем Земли, охваченной безумием хаоса и саморазрушения, увидели свет уже после смерти Шарля, хотя и были написаны обоими супругами.

## Избранная библиография
- La Naissance des Dieux [«Рождение богов»] (1954)
- Le Chant des Astronautes [«Песнь астронавтов»] (1958)
- An Premier, Ere Spatiale [«Год 1 космической эры»] (1959)
- La Rosée du Soleil [«Солнечная роса»] (1959)
- Les Dieux Verts [«Зелёные боги»] (1961)
- La Forteresse Perdue [«Потерянная крепость»] (1962)
- Le Sang des Astres [Кровь звезд] (1963)
- La Plaie [«Чума»] (1964)
- L’Opale Entydre (1971)
- Le Dieu Foudroyé [«Громовой Бог»] (1976)
- Démons et Chimères [«Демоны и химеры»] (1977)
- D’Or et de Nuit [«Из золота и ночи»] (1977)
- Les Anges de la Colère [«Ангелы гнева»] (1978)
- Kheroub des Étoiles (2015).

## Награды
- Italia Awards